# دلاورکلا (لاله‌آباد)
دلاورکلا (بابل)، روستایی از توابع بخش لاله‌آباد شهرستان بابل در استان مازندران ایران است.دلاورکلا از بزرگترین و زیباترین روستا های ایران است

## جمعیت
این روستا در دهستان لاله‌آباد قرار دارد و براساس سرشماری مرکز آمار ایران در سال ۱۳۹۵، جمعیت آن ۹۰۰ نفر (۲۵۰خانوار) بوده‌است.